# Godfrey Walusimbi
Godfrey Walusimbi (ur. 3 lipca 1989 w Kampali) – ugandyjski piłkarz występujący na pozycji lewego obrońcy.
Godfrey Walusimbi jest wychowankiem Villa SC. Z klubem tym zdobył w 2009 roku Puchar Ugandy. W 2010 roku przeszedł do Bunamwaya SC (dwa lata później klub zmienił nazwę na Vipers SC), a po trzech sezonach został piłkarzem Don Bosco Lubumbashi grającego w Linafoot. Szybko wrócił jednak do Villa SC, z którego po kilku miesiącach odszedł do Gor Mahia. Z tym zespołem w latach 2014, 2015, 2017 i 2018 wygrał Kenyan Premier League. W sezonie 2018/2019 grał w południowoafrykańskim Kaizer Chiefs FC, a w sezonie 2019/2020 w albańskim KF Vllaznia.
W reprezentacji Ugandy Walusimbi gra od 2009 roku. Został powołany na Puchar Narodów Afryki 2017.